# 1983년 하계 스페셜 올림픽
제6회 하계 스페셜 올림픽 세계 대회는 1983년 7월 12일부터 7월 18일까지 미국 배턴루지에서 열린 스페셜 올림픽이다.